# Technicien de maintenance
Pour les articles homonymes, voir Mécanicien.
Le technicien de maintenance réalise l'ensemble des actions techniques, et parfois administratives, destinées à maintenir un bien en bon état de fonctionnement pour assurer la fonction requise. Il contrôle, règle, révise, nettoie, dépanne et modifie des biens immobiliers ou des biens matériels (machines, véhicules, bâtiments, objets manufacturés, etc.), ou même immatériels (logiciels). Il réalise la maintenance préventive et la maintenance corrective.
La variété des biens et des techniques concernées fait appel à un champ très large de connaissances et conduit souvent à une spécialisation dans un secteur d'activité : mécaniciens, électriciens, électromécaniciens, électroniciens, hydrauliciens, informaticiens, maintenance de bâtiments, etc. Certains techniciens de maintenance sont des généralistes et doivent appréhender l'ensemble des sujets et sont alors très polyvalents; ils font appel à d'autres techniciens de maintenance spécialisés lorsque le niveau de complexité l'exige. Certains spécialistes, experts de leur domaine, contribuent à l'amélioration des produits et ont des fonctions support, parfois à l'international.
Le Technicien de maintenance peut travailler à poste fixe sur un site (Usine, bâtiment tertiaire, centre hospitalier...) ou en itinérance sur les sites de clients variés. A poste fixe le technicien fait souvent partie d'un service maintenance dont le client est le service production (de produit ou de service). Les horaires de travail sont fixes, des astreintes ou des horaires décalées en postes sont possibles, et les dépannages nécessitent parfois une certaine souplesse.

## Principales missions
La maintenance se compose d'une part d'opérations prévisibles, planifiées à des intervalles réguliers ou sur le suivi d'évolution de paramètres; et d'autres opérations imprévues (les pannes) qu'il faut traiter immédiatement et souvent dans l'urgence pour rétablir le fonctionnement du bien. 
Le technicien enregistre et historise les données de ces interventions (nature de l'intervention, pièces remplacées, données de fonctionnement, paramètres...); historiquement sur des rapports d'intervention, de plus en plus sur des logiciels dédiés, sur des tablettes informatiques. L'utilisation d'une GMAO (Gestion de la maintenance assistée par ordinateur), le suivi réglementaire des équipements ou la planification des interventions peuvent faire partie des missions du technicien de maintenance. 
Il est garant de la sécurité des matériels sur lesquels il intervient; à ce titre il peut décider du maintien en service ou de l'arrêt d'un équipement. Il reporte souvent à un responsable du service maintenance et collabore avec d'autres spécialistes tels que les constructeurs de matériels, les responsables techniques et les opérateurs de production.
Le technicien de maintenance peut aussi intervenir pour l'installation de nouveaux équipements, ces connaissances techniques lui permettent d'appréhender les moyens de mise en œuvre et de réaliser des travaux relativement simples...

## Types de maintenance
- La maintenance préventive[5] :
  - Contrôles de bon fonctionnement, observation, écoute, tests divers (lampes, déclenchements...) contrôles d'encrassement.
  - Relevés et enregistrements de données (températures, pressions, intensités...). Analyses vibratoires, contrôles dimensionnels...
  - Opérations de maintenance courante : graissage, purge de filtres; remplacement d'interrupteurs, de fusibles, filtre à air, ou pièces d'usure accessibles; réenclenchement de disjoncteurs.
  - Maintenance préventive intrusive nécessitant le démontage de parties d'équipements pour remplacement de joints, ressorts, pièces d'usure. Démontages complets de machines pour révisions générales.

- La maintenance corrective :
  - Recherche de panne et établissement de diagnostics avec une méthodologie structurée.
  - Maintenance palliative : réparation provisoire destinée à remettre le bien en fonctionnement, sans que la cause de la défaillance soit supprimée, pour satisfaire à l'obligation de production (dans des conditions de sécurité satisfaisante).
  - Maintenance curative : réparation définitive du bien, dans son état d'origine ou des conditions différentes aptes à la fonction requise.

## Formation

### En France
Il existe des certificats d'aptitude professionnelle (CAP) spécialisés qui représentent un niveau de qualification minimum.
Un brevet de technicien supérieur (BTS).

### Suisse
Certificat fédéral de capacité (CFC)